# Santa Bárbara (Ponta Delgada)
Santa Bárbara es una freguesia portuguesa perteneciente al municipio de Ponta Delgada, situado en la Isla de São Miguel, Región Autónoma de Azores. Posee un área de 8,71 km² y una población total de 880 habitantes (2001). La densidad poblacional asciende a 101,0 hab/km². Se encuentra a una latitud de 37°45'N y una longitud 25°44'O. La freguesia se encuentra a 300 m s. n. m. La actividad principal es la agricultura. La freguesia es bañada por el océano Atlántico en el nordeste. Las montañas se sitúan en el suroeste. Fue creada el 1 de abril de 1986 con terrenos pertenecientes a la freguesia de Santo António.

## Freguesiasadyacentes
- Santo António, este y sur
- Sete Cidades, sudeste
- Remedios, nordeste

- Datos: Q1997319
- Multimedia: Santa Bárbara (Ponta Delgada) / Q1997319

1. ↑  Worldpostalcodes.org,código postal n.º 9545-321.